# Sites mégalithiques des Côtes-d'Armor
Le département des Côtes-d'Armor compte une centaine de sites mégalithiques, témoins des occupations humaines du territoire au Néolithique.

## Répartition géographique
| \| Saint-Brieuc Dinan Guingamp Lannion \| Répartition géographique des mégalithes. · : dolmen - : menhir - : autre site mégalithique |
| Saint-Brieuc Dinan Guingamp Lannion                                                                                                  |

## Inventaire non exhaustif
Les premières mentions des mégalithes des Côtes-d'Armor apparaissent dans les écrits de Fréminville ou du Commandant Morelle. Après la création de la Société d'émulation des Côtes-d'Armor en 1861, les découvertes et fouilles effectuées font l'objet d'un compte-rendu plus ou moins détaillé dans son bulletin. Plusieurs mégalithes du département sont cités dans le Dictionnaire archéologique de la Gaule. C'est à Gaston de la Chénelière que l'on doit le premier Inventaire des monuments mégalithiques des Côtes-du-Nord en 1880. En 1883, le Répertoire Archéologique des Cotes-du-Nord de Joachim Gaultier du Mottay est publié dans les Mémoires de la société Archéologique et Historique des Côtes-du-Nord. L'inventaire d'A.L. Harmois, bien qu'inachevé, est publié en 1912.
À partir de 1945, c'est à Pierre-Roland Giot que l'on doit le renouveau des études mégalithiques dans toute la Bretagne. Plusieurs interventions de sauvetage et fouilles archéologiques importantes se déroulent dans les années 1950 et 1960. À partir des années 1990, sous l'égide de l'Institut culturel de Bretagne, des prospections-inventaire par arrondissement sont entreprises dans tout le département.
| Nom usuel                                         | Commune                   | Remarque                                                                                 | Protection                            | Coordonnées                                                                         | Illustration                                 |
| ------------------------------------------------- | ------------------------- | ---------------------------------------------------------------------------------------- | ------------------------------------- | ----------------------------------------------------------------------------------- | -------------------------------------------- |
| Dolmen de Leffo                                   | Allineuc                  |                                                                                          | détruit                               |                                                                                     |                                              |
| Menhirs du Moulin de la Brousse                   | Allineuc                  | 2 menhirs                                                                                |                                       | 48° 18′ 08″ N, 2° 52′ 41″ O                                                         |                                              |
| Menhir de Kerguézennec                            | Bégard                    |                                                                                          | Classé MH (1889)                      | 48° 37′ 57″ N, 3° 16′ 41″ O                                                         | Menhir de Kerguézennec                       |
| Menhirs de Porz-Guerniou                          | Belle-Isle-en-Terre       | 2 menhirs                                                                                | détruits                              |                                                                                     |                                              |
| Menhirs de Kergoff                                | Boqueho                   | 2 menhirs                                                                                | Classé MH (1966)                      | 48° 27′ 06″ N, 2° 58′ 57″ O                                                         | Menhirs de Kergoff                           |
| Sépulture du Gué-Robin                            | Boqueho                   |                                                                                          | détruite                              |                                                                                     |                                              |
| Dolmen de Guerzanguérit                           | Bourbriac                 |                                                                                          | détruit                               |                                                                                     |                                              |
| Dolmen de Kerivole                                | Bourbriac                 | autre nom Dolmen de Kérivoa                                                              | Classé MH (1914)                      | 48° 26′ 17″ N, 3° 13′ 55″ O                                                         |                                              |
| Dolmen de Kervoaic                                | Bourbriac                 |                                                                                          | détruit                               |                                                                                     |                                              |
| Menhir de Creac'h-an-Archant                      | Bourbriac                 |                                                                                          |                                       | 48° 25′ 55″ N, 3° 13′ 55″ O                                                         | Menhir de Creac'h-an-Archant                 |
| Tumulus de Tanouédou                              | Bourbriac                 | autre nom Tumulus de Danouédou                                                           | Classé MH (1889)                      | 48° 27′ 25″ N, 3° 08′ 57″ O                                                         |                                              |
| Menhir de Kerudou                                 | Calanhel                  |                                                                                          | détruit                               |                                                                                     |                                              |
| Menhir de Parc-Ar-Min-Gwen                        | Camlez                    |                                                                                          | détruit                               |                                                                                     |                                              |
| Menhir de Kernec                                  | Camlez                    | autres nom Menhir du Run, Menhir de Launay                                               |                                       | 48° 46′ 46″ N, 3° 20′ 06″ O                                                         |                                              |
| Menhir de Bodquelen                               | Canihuel                  |                                                                                          | Inscrit MH (1969)                     | 48° 21′ 37″ N, 3° 03′ 14″ O                                                         | Menhir de Bodquelen                          |
| Menhirs de Goresto                                | Canihuel                  | 3 menhirs                                                                                | Inscrit MH (1969) (menhir no 1)       | 48° 21′ 29″ N, 3° 03′ 52″ O 48° 21′ 26″ N, 3° 04′ 02″ O                             | Grand menhir de Goresto                      |
| Menhir de Restobert                               | Canihuel                  |                                                                                          |                                       | 48° 21′ 53″ N, 3° 03′ 21″ O                                                         |                                              |
| Menhir du Leign                                   | Carnoët                   |                                                                                          | détruit                               |                                                                                     |                                              |
| Alignement de Bel-Air                             | Caurel                    |                                                                                          | Classé MH (1952)                      |                                                                                     |                                              |
| Allée couverte de Corn-er-Houët                   | Caurel                    |                                                                                          | Classé MH (1998)                      | 48° 13′ 35″ N, 3° 00′ 29″ O                                                         | Allée couverte de Corn-er-Hoüet              |
| Menhir de Place Kerwern                           | Cavan                     |                                                                                          | détruit                               |                                                                                     |                                              |
| Allée couverte de Kercadiou                       | Coadout                   |                                                                                          | détruite                              |                                                                                     |                                              |
| Dolmens de Rumain                                 | Cohiniac                  | 2 dolmens                                                                                | détruits                              |                                                                                     |                                              |
| Le Tombeau de Gargantua                           | Corlay                    | allée couverte                                                                           | détruite                              |                                                                                     |                                              |
| Allée couverte de la Ville Génouhan               | Créhen                    |                                                                                          |                                       | 48° 33′ 52″ N, 2° 12′ 13″ O                                                         | Allée couverte de la Ville Génouhan          |
| Trou de l'Ours                                    | Duault                    | allée couverte                                                                           | ruinée                                | 48° 22′ 16″ N, 3° 23′ 38″ O                                                         |                                              |
| Dolmen de la Ville-Hamon                          | Erquy                     |                                                                                          | Inscrit MH (1980)                     | 48° 37′ 53″ N, 2° 26′ 42″ O                                                         | Dolmen de Ville-Hamon                        |
| Alignement d'Évran                                | Évran                     |                                                                                          | disparu                               |                                                                                     |                                              |
| Alignement de la Ricollais                        | Évran                     | autre nom Tombeau romain                                                                 |                                       | 48° 23′ 18″ N, 1° 57′ 57″ O                                                         |                                              |
| Dolmen de la Ricollais                            | Évran                     |                                                                                          |                                       |                                                                                     |                                              |
| Menhir de Kergault                                | Le Fœil                   |                                                                                          | disparu                               |                                                                                     |                                              |
| Menhir de Coat Couraval                           | Glomel                    |                                                                                          | Inscrit MH (1970)                     | 48° 12′ 13″ N, 3° 21′ 22″ O                                                         | Menhir de Coat Couraval                      |
| Menhir de Glomel                                  | Glomel                    |                                                                                          | Classé MH (1975)                      | 48° 13′ 23″ N, 3° 23′ 10″ O                                                         | Menhir de Glomel                             |
| Allée couverte de Ville-Menot                     | Gomené                    |                                                                                          |                                       | 48° 09′ 39″ N, 2° 29′ 55″ O                                                         |                                              |
| Le Vau-Janot                                      | Gomené                    | autre nom Menhir de la Peillonais                                                        |                                       | 48° 10′ 14″ N, 2° 28′ 31″ O                                                         |                                              |
| Allée couverte de Kerléau                         | Goudelin                  |                                                                                          | détruite                              |                                                                                     |                                              |
| Menhir et dolmen de Keroter                       | Goudelin                  |                                                                                          | dolmen détruit menhir déplacé         |                                                                                     |                                              |
| Allée couverte des Meurtiaux                      | Le Gouray                 | autre nom Allée couverte de l'Épine                                                      |                                       | 48° 20′ 04″ N, 2° 29′ 31″ O                                                         | Allée couverte des Meurtiaux                 |
| Allée couverte du Bois                            | Grâce-Uzel                |                                                                                          | détruite                              |                                                                                     |                                              |
| La Pierre Longue                                  | Guitté                    | autres noms Roche Longue, Roche Pointue                                                  | Classé MH (1967)                      | 48° 17′ 41″ N, 2° 04′ 02″ O                                                         | La Pierre Longue                             |
| Menhir de Coatmissian                             | Hémonstoir                |                                                                                          | disparu                               |                                                                                     |                                              |
| Allée couverte de la Motte-du-Cruchon             | Hénanbihen                |                                                                                          | détruite                              |                                                                                     |                                              |
| La Roche Couverte                                 | Hénanbihen                | allée couverte                                                                           |                                       | 48° 33′ 20″ N, 2° 22′ 54″ O                                                         |                                              |
| Allée couverte de Ville Bellanger                 | Hénansal                  |                                                                                          |                                       | 48° 33′ 41″ N, 2° 26′ 15″ O                                                         |                                              |
| Menhir de Carquitté                               | Hillion                   |                                                                                          |                                       | 48° 30′ 22″ N, 2° 37′ 50″ O                                                         | Menhir de Carquitté                          |
| La Pierre du Diable                               | Le Hinglé                 |                                                                                          | détruit                               |                                                                                     |                                              |
| Allée couverte de Men-ar-Rumpet                   | Kerbors                   |                                                                                          | Classé MH (1957)                      | 48° 50′ 35″ N, 3° 10′ 48″ O                                                         | Allée couverte de Men-ar-Rumpet              |
| Alignement de Kersaliou                           | Kerien                    |                                                                                          | ruiné                                 | 48° 25′ 33″ N, 3° 15′ 18″ O                                                         |                                              |
| Dolmen de Creac'h-an-Archant                      | Kerien                    |                                                                                          |                                       | 48° 25′ 57″ N, 3° 13′ 59″ O                                                         |                                              |
| Menhir de Cosquer Jehan                           | Kerien                    |                                                                                          |                                       | 48° 25′ 39″ N, 3° 14′ 42″ O                                                         | Menhir de Cosquer Jehan                      |
| Menhir de Crech Quenez Bras                       | Kerien                    |                                                                                          |                                       |                                                                                     |                                              |
| Menhir de Kerien                                  | Kerien                    |                                                                                          |                                       | 48° 23′ 35″ N, 3° 12′ 52″ O                                                         |                                              |
| Menhir de Kerohou Vraz                            | Kerien                    |                                                                                          |                                       |                                                                                     |                                              |
| Menhir de Magourou                                | Kerien                    |                                                                                          |                                       | 48° 25′ 01″ N, 3° 13′ 36″ O                                                         | Menhir de Magourou                           |
| Menhirs de Kerligan                               | Kerien                    | 2 menhirs                                                                                |                                       | 48° 25′ 02″ N, 3° 14′ 45″ O                                                         | Grand menhir de Kerligan                     |
| Dolmen de Keranquéré                              | Kerpert                   |                                                                                          |                                       | 48° 24′ 44″ N, 3° 08′ 36″ O                                                         |                                              |
| Menhir de Keranquéré                              | Kerpert                   |                                                                                          | déplacé et disparu                    |                                                                                     |                                              |
| Menhir de Lesquiolec                              | Kerpert                   |                                                                                          |                                       | 48° 23′ 37″ N, 3° 06′ 44″ O                                                         |                                              |
| Allée couverte du Chêne-Hut                       | Lamballe                  |                                                                                          | Classé MH (1963)                      | 48° 29′ 49″ N, 2° 27′ 29″ O                                                         | Allée couverte du Chêne-Hut                  |
| Menhir de Guihallon                               | Lamballe                  |                                                                                          | Classé MH (1965)                      | 48° 28′ 36″ N, 2° 25′ 32″ O                                                         | Menhir de Guihallon                          |
| Menhir de la Mettrie                              | Lancieux                  | autre nom Pierre Levée                                                                   |                                       | 48° 35′ 23″ N, 2° 08′ 44″ O                                                         |                                              |
| Menhir de Menou-Glas                              | Landebaëron               |                                                                                          | Inscrit MH (1969)                     | 48° 38′ 15″ N, 3° 12′ 15″ O                                                         | Menhir de Menou-Glas                         |
| Ros-Vras                                          | Landebaëron               | allée couverte                                                                           | Classé MH (1956)                      | 48° 38′ 24″ N, 3° 12′ 16″ O                                                         |                                              |
| Menhir du Saut Thébault                           | Langast                   | autre nom Le TombeauHauteur environ 4,5 mètres circonférence environ 5,5 mètres          |                                       | 48° 16′ 21″ N, 2° 40′ 08″ O                                                         |                                              |
| Allée couverte de Château-Mellet                  | Langourla                 |                                                                                          | disparu                               |                                                                                     |                                              |
| Menhir de la Coudre                               | Langourla                 |                                                                                          |                                       | 48° 17′ 00″ N, 2° 26′ 17″ O                                                         |                                              |
| Allées couvertes de Liscuis                       | Laniscat                  | 3 allées couvertes                                                                       | Classé MH (1958)                      | 48° 13′ 18″ N, 3° 07′ 45″ O 48° 13′ 14″ N, 3° 07′ 46″ O 48° 13′ 14″ N, 3° 07′ 40″ O | Allée couverte de Liscuis                    |
| Menhir de la Chapelle Saint-Gildas                | Laniscat                  |                                                                                          |                                       | 48° 14′ 49″ N, 3° 06′ 47″ O                                                         |                                              |
| Allée couverte de l'île Coalen                    | Lanmodez                  |                                                                                          | Classé MH (1975)                      | 48° 50′ 51″ N, 3° 04′ 52″ O                                                         | Allée couverte de l'île Coalen               |
| Dolmen de Crec'h Lia                              | Lannion                   |                                                                                          |                                       | 48° 44′ 33″ N, 3° 31′ 39″ O                                                         |                                              |
| Menhir de la Glinaie                              | Lanrelas                  |                                                                                          |                                       | 48° 15′ 10″ N, 2° 17′ 02″ O                                                         | Menhir de la Glinaie                         |
| Menhir de Guer an Moc'h                           | Lanrivain                 |                                                                                          |                                       | 48° 22′ 40″ N, 3° 14′ 05″ O                                                         |                                              |
| Menhir de Kerbalénou                              | Lanrivain                 |                                                                                          |                                       | 48° 23′ 09″ N, 3° 13′ 41″ O                                                         |                                              |
| Menhir de Kerlagadec                              | Lanrivain                 |                                                                                          |                                       | 48° 22′ 15″ N, 3° 12′ 49″ O                                                         |                                              |
| Menhir de Leur Min                                | Lanrivain                 |                                                                                          |                                       | 48° 22′ 47″ N, 3° 13′ 58″ O                                                         |                                              |
| Cromlech de Guily                                 | Lanrodec                  |                                                                                          | détruit                               |                                                                                     |                                              |
| Menhir du Restol                                  | Lanrodec                  |                                                                                          | déplacé                               |                                                                                     |                                              |
| Chaise de Saint-Gilles                            | Lantic                    | menhir                                                                                   |                                       | 48° 36′ 02″ N, 2° 51′ 34″ O                                                         |                                              |
| Dolmen de Pontanio                                | Lantic                    |                                                                                          | disparu                               |                                                                                     |                                              |
| Dolmen de la Ville-Méron                          | Lantic                    |                                                                                          | disparu                               |                                                                                     |                                              |
| Dolmen et menhir                                  | Lanvellec                 |                                                                                          | disparus                              |                                                                                     |                                              |
| Dolmens de Lanvic                                 | Loc-Envel                 | 2 dolmens                                                                                | détruits                              |                                                                                     |                                              |
| Menhir de Follezou Braz                           | Locarn                    |                                                                                          |                                       | 48° 19′ 33″ N, 3° 21′ 17″ O                                                         |                                              |
| Menhir du Bois de Follezou                        | Locarn                    |                                                                                          |                                       | 48° 19′ 25″ N, 3° 20′ 49″ O                                                         |                                              |
| Menhir Quélénec                                   | Locarn                    | autre nom Le Pâtre des Vaches                                                            |                                       | 48° 19′ 55″ N, 3° 21′ 57″ O                                                         | Menhir Quélénec                              |
| Menhirs du Guellec                                | Locarn                    | 2 menhirs                                                                                |                                       | 48° 20′ 04″ N, 3° 22′ 32″ O 48° 19′ 55″ N, 3° 22′ 32″ O                             |                                              |
| Allée couverte du Brohet                          | Loguivy-Plougras          |                                                                                          |                                       | 48° 29′ 13″ N, 3° 31′ 05″ O                                                         |                                              |
| Allée couverte de Kernescop                       | Lohuec                    |                                                                                          | Classé MH (1964)                      | 48° 27′ 20″ N, 3° 32′ 08″ O                                                         | Allée couverte de Kernescop                  |
| Dolmen de Plassen-Barac'h                         | Louannec                  | autres noms Lit de Saint-Yves, Gwelew-Sant-Erwan                                         | ruiné                                 | 48° 46′ 18″ N, 3° 25′ 31″ O                                                         | Dolmen de Plassen-Barac'h                    |
| Menhirs de Pergat                                 | Louargat                  | 2 menhirs                                                                                |                                       | 48° 34′ 54″ N, 3° 20′ 39″ O                                                         | Grand menhir de Pergat                       |
| Allée couverte de Kervras                         | Maël-Pestivien            |                                                                                          | disparue                              |                                                                                     |                                              |
| Dolmen de Roc'h Du                                | Maël-Pestivien            | autres noms Roch Toul, dolmen de Kerroland                                               | Classé MH (1969)                      | 48° 22′ 35″ N, 3° 17′ 20″ O                                                         | Dolmen de Roc'h Du                           |
| Men-Sul                                           | Maël-Pestivien            | menhir douteux                                                                           |                                       | 48° 23′ 13″ N, 3° 16′ 51″ O                                                         |                                              |
| Menhir de Restello                                | Magoar                    |                                                                                          | détruit                               |                                                                                     |                                              |
| Dolmen de l'Isle Navard                           | Matignon                  |                                                                                          | ruiné                                 | 48° 37′ 27″ N, 2° 16′ 57″ O                                                         |                                              |
| Menhir d'Hacadour                                 | Mellionnec                |                                                                                          |                                       | 48° 11′ 33″ N, 3° 15′ 35″ O                                                         |                                              |
| Menhir de Cornec                                  | Mellionnec                |                                                                                          |                                       | 48° 11′ 21″ N, 3° 16′ 12″ O                                                         |                                              |
| Dolmen de Villeneuve                              | Mellionnec                |                                                                                          | ruiné                                 |                                                                                     |                                              |
| Roche à la Pie                                    | Merléac                   | menhir                                                                                   |                                       | 48° 17′ 43″ N, 2° 55′ 39″ O                                                         |                                              |
| Site mégalithique de la Lande du Gras             | Meslin                    | 3 allées couvertes 2 menhirs dont la Chaise à Margot                                     | Classé MH (1962) · Inscrit MH (1996)  | 48° 26′ 14″ N, 2° 35′ 09″ O                                                         | La Chaise à margot                           |
| Menhir de Kerfos                                  | Minihy-Tréguier           |                                                                                          |                                       |                                                                                     |                                              |
| Alignement du Port Coëprenet                      | La Motte                  |                                                                                          |                                       | 48° 15′ 07″ N, 2° 44′ 05″ O                                                         |                                              |
| La Roche-aux-Fées                                 | Moustéru                  | allée couverte                                                                           | détruite                              |                                                                                     |                                              |
| Allée couverte de Coët Correc                     | Mûr-de-Bretagne           |                                                                                          | Classé MH (1956)                      | 48° 13′ 21″ N, 3° 01′ 08″ O                                                         | Allée couverte de Coët Correc                |
| Menhir de Boconnaire                              | Mûr-de-Bretagne           |                                                                                          | disparu                               |                                                                                     |                                              |
| Menhir du Botrain                                 | Mûr-de-Bretagne           |                                                                                          |                                       |                                                                                     |                                              |
| Menhir de Minhir                                  | Pédernec                  | autre nom Crec'h-Coulm                                                                   | Classé MH (1889)                      | 48° 36′ 36″ N, 3° 18′ 01″ O                                                         | Menhir de Minhir                             |
| Menhir de Pellégou                                | Pédernec                  |                                                                                          | détruit                               |                                                                                     |                                              |
| Menhirs de Pempoul                                | Pédernec                  | 2 menhirs                                                                                | disparus                              |                                                                                     |                                              |
| Enceinte de la Roche-Lauriez                      | Penguily                  |                                                                                          | détruite                              |                                                                                     |                                              |
| Dolmen de l'Île Saint-Gildas                      | Penvénan                  |                                                                                          |                                       | 48° 50′ 36″ N, 3° 18′ 27″ O                                                         |                                              |
| Menhir de Kerbeulven                              | Penvénan                  |                                                                                          | Inscrit MH (1970) · Inscrit MH (1964) | 48° 48′ 50″ N, 3° 17′ 39″ O                                                         | Menhir de Kerbeulven                         |
| Menhir de Kerbriand                               | Penvénan                  | menhir incertain                                                                         | brisé en 2 parties                    | 48° 48′ 55″ N, 3° 18′ 16″ O                                                         | Menhir de Kerbriand                          |
| Menhir de Kergastel                               | Penvénan                  |                                                                                          |                                       | 48° 49′ 22″ N, 3° 19′ 01″ O                                                         | Menhir de Kergastel                          |
| Menhir de Kermarquer                              | Penvénan                  |                                                                                          |                                       | 48° 49′ 15″ N, 3° 17′ 56″ O                                                         | Menhir de Kermarquer                         |
| Menhir de Kervéniou                               | Penvénan                  |                                                                                          | Classé MH (1965)                      | 48° 49′ 41″ N, 3° 18′ 20″ O                                                         | Menhir de Kervéniou                          |
| Menhir de Pellinec                                | Penvénan                  | autre nom Menhir de Crec'h-Bleiz                                                         |                                       |                                                                                     |                                              |
| Sépultures néolithiques de Roch-Las-en-Port-Blanc | Penvénan                  |                                                                                          | Classé MH (1936)                      | 48° 48′ 44″ N, 3° 17′ 48″ O                                                         | Tombes de Roch-Las-en-Port-Blanc             |
| Tumulus de Tossen-Kelen                           | Penvénan                  |                                                                                          |                                       | enceinte déplacée 48° 49′ 19″ N, 3° 16′ 57″ O                                       | Tumulus de Tossen Kelen                      |
| Menhir de Kerguen                                 | Peumerit-Quintin          |                                                                                          |                                       | 48° 21′ 18″ N, 3° 16′ 19″ O                                                         |                                              |
| Menhirs de Pempoul-Hellez                         | Peumerit-Quintin          | 2 menhirs                                                                                |                                       | 48° 21′ 04″ N, 3° 16′ 01″ O                                                         |                                              |
| Pen-ar-Pont                                       | Peumerit-Quintin          | allée couverte                                                                           | détruite                              |                                                                                     |                                              |
| Dolmen de l'Île Bono                              | Perros-Guirec             |                                                                                          | Classé MH (1968)                      | 48° 52′ 55″ N, 3° 29′ 04″ O                                                         |                                              |
| Peulven-Sant-C'hrireck                            | Perros-Guirec             | menhir                                                                                   | détruit                               |                                                                                     |                                              |
| Deux menhirs                                      | Plaine-Haute              |                                                                                          | détruits                              |                                                                                     |                                              |
| Menhir du Fuseau                                  | Plaine-Haute              |                                                                                          | Inscrit MH (1967)                     | 48° 25′ 51″ N, 2° 51′ 09″ O                                                         | Menhir du Fuseau                             |
| Allée couverte du Champ Blanc                     | Plaintel                  |                                                                                          | ruinée                                | 48° 24′ 07″ N, 2° 46′ 45″ O                                                         |                                              |
| Menhir du Petit Coudray                           | Plaintel                  |                                                                                          | disparu                               |                                                                                     |                                              |
| Menhir du Petit Vauridel                          | Plaintel                  |                                                                                          | Classé MH (1963)                      | 48° 23′ 58″ N, 2° 47′ 41″ O                                                         | Menhir du Petit Vauridel                     |
| Menhirs de la Villeneuve                          | Plaintel                  | 2 menhirs                                                                                | détruits                              |                                                                                     |                                              |
| Roche Courte                                      | Plaintel                  | menhir                                                                                   | disparu                               |                                                                                     |                                              |
| Dolmen de la Cotentin                             | Planguenoual              |                                                                                          | détruit                               |                                                                                     |                                              |
| Menhir de la Ville Méen                           | Planguenoual              |                                                                                          | disparu                               |                                                                                     |                                              |
| Allée couverte de Montbran                        | Pléboulle                 |                                                                                          | détruit                               |                                                                                     |                                              |
| Allée couverte des Jeannetières                   | Plédéliac                 |                                                                                          |                                       | 48° 27′ 08″ N, 2° 24′ 46″ O                                                         |                                              |
| Allée couverte et alignement de Saint-André       | Plédéliac                 | autres noms Allée couverte des Kervès Alignement de la Forêt Saint-Aubin                 | Classé MH (1970)                      | 48° 28′ 55″ N, 2° 24′ 34″ O                                                         | Allée couverte et alignement de Saint-André. |
| Menhir de Saint-Maleu                             | Plédéliac                 |                                                                                          |                                       | ennoyé                                                                              |                                              |
| Allée couverte de La Roche Camio                  | Plédran                   | autre nom La Grotte aux Fées                                                             | Classé MH (1964)                      | 48° 28′ 03″ N, 2° 44′ 15″ O                                                         | Allée couverte de La Roche Camio             |
| Allée couverte de la Ville Glé                    | Plédran                   |                                                                                          |                                       | 48° 27′ 04″ N, 2° 45′ 13″ O                                                         |                                              |
| Allée couverte du Petit-Chêne                     | Plédran                   |                                                                                          |                                       | 48° 27′ 59″ N, 2° 44′ 43″ O                                                         | Allée couverte du Petit-Chêne                |
| Fuseau de Margot                                  | Plédran                   | autre nom Menhir de la Touche-Bude                                                       | Classé MH (1965)                      | 48° 25′ 42″ N, 2° 45′ 01″ O                                                         | Fuseau de Margot                             |
| Menhir de la Chapelle Bernier                     | Plédran                   |                                                                                          | disparu                               |                                                                                     |                                              |
| Menhir de la Croix-Gloret                         | Plédran                   |                                                                                          | disparu                               |                                                                                     |                                              |
| Menhir du Heussard                                | Plédran                   |                                                                                          | brisé                                 |                                                                                     |                                              |
| Menhir de Méry-Fantan                             | Pléhédel                  |                                                                                          |                                       |                                                                                     |                                              |
| Allée couverte de Kerrivalan                      | Plélauff                  |                                                                                          | ruinée                                | 48° 13′ 05″ N, 3° 11′ 09″ O                                                         |                                              |
| Allée couverte du Bonnet-Rouge                    | Plélauff                  |                                                                                          |                                       | 48° 12′ 43″ N, 3° 10′ 15″ O                                                         |                                              |
| Parc-ar-menhir                                    | Plélauff                  | 2 menhirs                                                                                | disparu ou détruit                    |                                                                                     |                                              |
| Allée couverte du Tertre                          | Plémet                    |                                                                                          | détruite                              |                                                                                     |                                              |
| Menhirs du Drény                                  | Plémy                     | autre nom la Roche Longue, les Rochers                                                   |                                       | 48° 19′ 19″ N, 2° 42′ 53″ O 48° 19′ 15″ N, 2° 43′ 04″ O                             | La Roche Longue                              |
| La Roche-aux-Fées                                 | Plénée-Jugon              | autres noms La Petite Bernais, La Gentière                                               | Classé MH (1970)                      | 48° 19′ 29″ N, 2° 24′ 37″ O                                                         | La Roche-aux-Fées                            |
| Menhirs de Saint-Mirel                            | Plénée-Jugon              | 3 menhirs                                                                                | Classé MH (1963)                      | 48° 20′ 57″ N, 2° 27′ 28″ O                                                         | Menhirs de Saint-Mirel                       |
| Cairn de la Ville-Pichard                         | Pléneuf-Val-André         |                                                                                          | Classé MH (1963)                      | 48° 35′ 49″ N, 2° 32′ 39″ O                                                         |                                              |
| La Roche Blanche Les Rochers La Roche-aux-Fées    | Plerneuf                  | menhirs et allée couverte                                                                | détruits                              |                                                                                     |                                              |
| Dolmen de Keransquer                              | Plésidy                   |                                                                                          | disparu                               |                                                                                     |                                              |
| Menhir de Toul Dû                                 | Plésidy                   | autres noms Menhir de Kergonan, Menhir de Coat an Ty                                     |                                       | 48° 25′ 39″ N, 3° 09′ 59″ O                                                         |                                              |
| Menhir et dolmen de Cailouan                      | Plésidy                   |                                                                                          | Classé MH (1889)                      | 48° 25′ 26″ N, 3° 09′ 03″ O                                                         |                                              |
| Alignement du Champ des Roches                    | Pleslin-Trigavou          | autre nom Cimetière des Druides                                                          | Classé MH (1889)                      | 48° 31′ 45″ N, 2° 03′ 29″ O                                                         | Champ des Roches                             |
| La Roche Bise                                     | Pleslin-Trigavou          | menhir                                                                                   |                                       |                                                                                     |                                              |
| Pierre de Minoz                                   | Pleslin-Trigavou          | menhir autre nom Rocher Eliou                                                            |                                       | 48° 31′ 44″ N, 2° 03′ 59″ O                                                         |                                              |
| Dolmen de la Ville Drun                           | Plestan                   |                                                                                          | détruit                               |                                                                                     |                                              |
| Alignement de Poul-ar-Varquez                     | Pleubian                  |                                                                                          | Inscrit MH (1982)                     | 48° 51′ 40″ N, 3° 07′ 11″ O                                                         | Alignement de Poul-ar-Varquez                |
| Menhir de Poul-ar-Roué                            | Pleubian                  |                                                                                          |                                       | 48° 51′ 27″ N, 3° 06′ 50″ O                                                         |                                              |
| Allée couverte du Bois de la Tougeais             | Pleudihen-sur-Rance       |                                                                                          |                                       | 48° 30′ 02″ N, 1° 56′ 07″ O                                                         |                                              |
| Allée couverte d'Enez-Vihan                       | Pleumeur-Bodou            |                                                                                          |                                       | 48° 48′ 12″ N, 3° 32′ 33″ O                                                         |                                              |
| Allée couverte de l'Île-Grande                    | Pleumeur-Bodou            | autres noms Ty-Lia, Ty-ar-C'horrandoned                                                  | Classé MH (1956)                      | 48° 48′ 11″ N, 3° 34′ 19″ O                                                         | Allée couverte de l'Île-Grande               |
| Allée couverte de Keryvon                         | Pleumeur-Bodou            |                                                                                          |                                       | 48° 47′ 48″ N, 3° 32′ 37″ O                                                         | Allée couverte de Keryvon                    |
| Allée couverte de Min Meur                        | Pleumeur-Bodou            |                                                                                          |                                       | 48° 48′ 44″ N, 3° 32′ 19″ O                                                         | Allée couverte de Min Meur                   |
| Dolmens de Brinquiler                             | Pleumeur-Bodou            |                                                                                          | disparus                              |                                                                                     |                                              |
| Menhir de l'Île Aval                              | Pleumeur-Bodou            |                                                                                          |                                       | 48° 48′ 11″ N, 3° 33′ 22″ O                                                         |                                              |
| Menhir de Saint-Samson                            | Pleumeur-Bodou            | menhir incertain                                                                         | Inscrit MH (1964)                     | 48° 47′ 43″ N, 3° 30′ 33″ O                                                         | Menhir de Saint-Samson                       |
| Menhir de Saint-Uzec                              | Pleumeur-Bodou            |                                                                                          | Classé MH (1889)                      | 48° 47′ 20″ N, 3° 32′ 40″ O                                                         | Menhir de Saint-Uzec                         |
| Allée couverte de Tredarzec                       | Pleumeur-Gautier          |                                                                                          | disparue                              |                                                                                     |                                              |
| Allée couverte de Port-Blanc                      | Pléven                    |                                                                                          | détruite                              |                                                                                     |                                              |
| Allée couverte du Tertre de l'église              | Plévenon                  | autre nom Allée couverte de la Ville-Laurent                                             |                                       | 48° 39′ 27″ N, 2° 20′ 09″ O                                                         | Allée couverte du Tertre de l'église         |
| Doigt de Gargantua                                | Plévenon                  | menhir                                                                                   |                                       | 48° 39′ 54″ N, 2° 17′ 21″ O                                                         | Doigt de Gargantua                           |
| Menhir de la Norhant                              | Plœuc-sur-Lié             |                                                                                          |                                       | 48° 19′ 18″ N, 2° 44′ 45″ O                                                         |                                              |
| Menhirs de Bayo                                   | Plœuc-sur-Lié             | 2 menhirs autre nom La Roche-Bayo                                                        |                                       | 48° 19′ 24″ N, 2° 46′ 15″ O                                                         |                                              |
| Menhirs du Moulin Bertrand                        | Plœuc-sur-Lié             | 2 menhirs                                                                                | détruits                              |                                                                                     |                                              |
| Polissoir du Petit Runio                          | Plouagat                  |                                                                                          | Classé MH (1971)                      | 48° 30′ 30″ N, 3° 00′ 27″ O                                                         | Polissoir du Petit Runio                     |
| Dolmen de Rumbron                                 | Plouagat                  |                                                                                          | détruit                               |                                                                                     |                                              |
| Runniau-men-Bras                                  | Plouagat                  | menhir                                                                                   | détruit                               |                                                                                     |                                              |
| Dolmen de Crec'h an Hu                            | Plouaret                  | dolmen douteux                                                                           |                                       | 48° 37′ 19″ N, 3° 30′ 45″ O                                                         | Dolmen du Crec'h An Hu                       |
| Menhir de la Vilaise                              | Plouasne                  |                                                                                          |                                       | 48° 17′ 25″ N, 2° 00′ 51″ O                                                         |                                              |
| Pierre du Diable                                  | Ploubalay                 | menhir                                                                                   |                                       | 48° 33′ 37″ N, 2° 10′ 19″ O                                                         |                                              |
| Allée couverte de Mélus                           | Ploubazlanec              |                                                                                          | Classé MH (1951)                      | 48° 48′ 56″ N, 3° 04′ 20″ O                                                         | Allée couverte de Mélus                      |
| Menhir du Rhun                                    | Ploubezre                 |                                                                                          |                                       | 48° 40′ 54″ N, 3° 25′ 44″ O                                                         |                                              |
| Menhir de Camarel                                 | Plouëc-du-Trieux          | autres noms Roche Bagot, menhir de la Belle-Église                                       |                                       | 48° 39′ 45″ N, 3° 12′ 30″ O                                                         | Menhir de Camarel                            |
| Allée couverte de Bel Evan                        | Plouër-sur-Rance          |                                                                                          | Inscrit MH (1981)                     | 48° 31′ 38″ N, 2° 01′ 57″ O                                                         | Allée couverte de Bel Evan                   |
| Allée couverte de la Couette                      | Ploufragan                |                                                                                          | Classé MH (1914)                      | 48° 28′ 49″ N, 2° 47′ 25″ O                                                         | Allée couverte de la Couette                 |
| Allée couverte du Grand Argantel                  | Ploufragan                |                                                                                          |                                       | 48° 28′ 38″ N, 2° 47′ 22″ O                                                         | Allée couverte du Grand Argentel             |
| Allée couverte du Grimolet                        | Ploufragan                |                                                                                          | Classé MH (1952)                      | 48° 29′ 16″ N, 2° 47′ 38″ O                                                         | Allée couverte du Grimolet                   |
| Dolmen de la Croix Tual                           | Ploufragan                |                                                                                          | détruit                               |                                                                                     |                                              |
| Lit de Margot                                     | Ploufragan                | menhir couché                                                                            |                                       | 48° 28′ 44″ N, 2° 47′ 25″ O                                                         | Lit de Margot                                |
| Menhir Le Sabot                                   | Ploufragan                | autres noms Le Sabot de Margot, La Pierre Longue                                         | Inscrit MH (1966)                     | 48° 28′ 56″ N, 2° 47′ 36″ O                                                         | Menhir Le Sabot                              |
| Menhir de Nec'h Quelen                            | Plougras                  |                                                                                          |                                       | 48° 31′ 45″ N, 3° 32′ 10″ O                                                         |                                              |
| Menhir de Kergonet                                | Plougrescant              |                                                                                          |                                       | 48° 50′ 49″ N, 3° 15′ 00″ O                                                         |                                              |
| Men Guen                                          | Plouguernével             | cromlech autre nom Le Bigodou                                                            | détruit                               |                                                                                     |                                              |
| Menhir de Kerallain                               | Plouguernével             |                                                                                          |                                       | 48° 14′ 12″ N, 3° 16′ 01″ O                                                         |                                              |
| Menhir de Kerauffret                              | Plouguernével             |                                                                                          |                                       | 48° 14′ 17″ N, 3° 17′ 09″ O                                                         |                                              |
| Menhirs de Saint-Jean                             | Plouguernével             | 2 menhirs                                                                                |                                       | 48° 13′ 28″ N, 3° 13′ 33″ O                                                         |                                              |
| Menhir de Kerloc'h                                | Plouguiel                 |                                                                                          |                                       | 48° 49′ 01″ N, 3° 13′ 08″ O                                                         | Menhir de Kerloc'h                           |
| Menhir de Kervegan                                | Plouguiel                 |                                                                                          | disparu                               |                                                                                     |                                              |
| Dolmen et alignement                              | Plouha                    |                                                                                          | détruits                              |                                                                                     |                                              |
| Allée couverte et menhirs                         | Ploulec'h                 |                                                                                          | disparus                              |                                                                                     |                                              |
| Menhirs du Clandy                                 | Ploumilliau               | autre nom Menhirs du Rest 3 menhirs                                                      |                                       | 48° 40′ 22″ N, 3° 30′ 07″ O                                                         | menhir du Clandy                             |
| Menhir de Trovran                                 | Plounévez-Quintin         |                                                                                          | renversé                              | 48° 18′ 17″ N, 3° 16′ 34″ O                                                         |                                              |
| Menhirs de Toul Hoat                              | Plourac'h                 | 2 menhirs                                                                                | 1 détruit                             | 48° 24′ 19″ N, 3° 32′ 11″ O                                                         | menhir de Toul Hoat                          |
| Min-ar-Groah                                      | Plourac'h                 | menhir                                                                                   | détruit                               |                                                                                     |                                              |
| Menhir de Kernier                                 | Plouvara                  |                                                                                          | renversé                              |                                                                                     |                                              |
| Menhir du Pré de Camet                            | Plouvara                  |                                                                                          | Classé MH (1964)                      | 48° 28′ 26″ N, 2° 56′ 46″ O                                                         | Menhir du Pré de Camet                       |
| Allée couverte de la Morvonnais                   | Pluduno                   |                                                                                          | détruite                              |                                                                                     |                                              |
| La Pierre Levée                                   | Pluduno                   | menhir                                                                                   | détruit                               |                                                                                     |                                              |
| Menhirs de Tosteo                                 | Plufur                    | 4 menhirs                                                                                | détruits                              |                                                                                     |                                              |
| Allée couverte du bois de la Rabasse              | Plumaugat                 |                                                                                          |                                       | 48° 16′ 45″ N, 2° 16′ 31″ O                                                         |                                              |
| La Table des Martyres                             | Plurien                   | allée couverte                                                                           | détruite                              |                                                                                     |                                              |
| Alignement de Bercot                              | Plusquellec               | 5 menhirs                                                                                | disparus                              |                                                                                     |                                              |
| Menhir de Kerjégu                                 | Plussulien                |                                                                                          |                                       | 48° 15′ 12″ N, 3° 03′ 05″ O                                                         |                                              |
| Table du Nain                                     | Plussulien                | dolmen                                                                                   | détruit                               |                                                                                     |                                              |
| Lit de l'Ermite                                   | Pommerit-le-Vicomte       | allée couverte                                                                           | ruinée                                | 48° 36′ 07″ N, 3° 05′ 16″ O                                                         |                                              |
| Alignement                                        | Pont-Melvez               |                                                                                          | détruit                               |                                                                                     |                                              |
| Dolmen, allée couverte et menhir                  | Pordic                    |                                                                                          | détruits et disparu                   |                                                                                     |                                              |
| Grosse Roche                                      | La Poterie                | allée couverte                                                                           | détruite                              |                                                                                     |                                              |
| Le Coffre à Margot                                | La Poterie                | dolmen                                                                                   | détruit                               |                                                                                     |                                              |
| Dolmen de Be-Aez                                  | Prat                      |                                                                                          | détruit                               |                                                                                     |                                              |
| Menhir de Coadélan                                | Prat                      |                                                                                          |                                       | 48° 41′ 43″ N, 3° 17′ 29″ O                                                         |                                              |
| Menhir de Kergourognon                            | Prat                      |                                                                                          | disparu                               |                                                                                     |                                              |
| Allée couverte du Champ-Grosset                   | Quessoy                   |                                                                                          | Classé MH (1896)                      | 48° 25′ 19″ N, 2° 41′ 31″ O                                                         | Allée couverte du Champ-Grosset              |
| Tertre tumulaire de Lorette                       | Le Quillio                |                                                                                          | Classé MH (1926)                      | 48° 14′ 34″ N, 2° 54′ 28″ O                                                         | Tertre tumulaire de Lorette                  |
| Menhir des Côtes d'en bas                         | Quintin                   |                                                                                          |                                       | 48° 23′ 52″ N, 2° 54′ 33″ O                                                         |                                              |
| Roche Longue                                      | Quintin                   | menhir                                                                                   | Classé MH (1862)                      | 48° 23′ 54″ N, 2° 54′ 27″ O                                                         | La Roche Longue                              |
| Menhir de Kéringant                               | Rostrenen                 |                                                                                          | détruit                               |                                                                                     |                                              |
| Allée couverte de la Ville-au-Bourg               | Rouillac                  |                                                                                          | détruite                              |                                                                                     |                                              |
| Allée couverte de Boulbin                         | Saint-Agathon             |                                                                                          | détruite                              |                                                                                     |                                              |
| Allée couverte                                    | Saint-Alban               |                                                                                          | disparue                              |                                                                                     |                                              |
| Menhir de Carbrien                                | Saint-Brandan             |                                                                                          |                                       | 48° 24′ 58″ N, 2° 51′ 16″ O                                                         |                                              |
| Menhir du Hino                                    | Saint-Brandan             |                                                                                          |                                       | 48° 23′ 26″ N, 2° 50′ 03″ O                                                         |                                              |
| La Roche Longue                                   | Saint-Brandan             | menhir                                                                                   | disparu                               |                                                                                     |                                              |
| Menhir de Goinguenet                              | Saint-Carreuc             |                                                                                          | disparu                               |                                                                                     |                                              |
| Pierre levée du Bois ès Lucas                     | Saint-Cast-le-Guildo      | menhir                                                                                   |                                       | 48° 35′ 51″ N, 2° 13′ 42″ O                                                         |                                              |
| Allée couverte du Parc-Kerdic                     | Saint-Connan              | autre nom Roche-Gouarandem                                                               | Classé MH (1963)                      | 48° 25′ 07″ N, 3° 02′ 06″ O                                                         | Allée couverte du Parc-Kerdic                |
| Dolmen du Parc-en-Neum                            | Saint-Connan              |                                                                                          |                                       |                                                                                     |                                              |
| Menhir de Coldabry                                | Saint-Connan              |                                                                                          |                                       | 48° 24′ 52″ N, 3° 02′ 30″ O                                                         |                                              |
| Menhir de Villeneuve                              | Saint-Connan              | déplacé                                                                                  |                                       | 48° 24′ 23″ N, 3° 03′ 03″ O                                                         |                                              |
| Menhirs de Coat-ar-Belléquès                      | Saint-Connan              | 2 menhirs, 1 renversé                                                                    |                                       | 48° 24′ 21″ N, 3° 04′ 12″ O                                                         |                                              |
| Menhir de Saint-Fiacre                            | Saint-Fiacre              |                                                                                          | détruit                               |                                                                                     |                                              |
| Menhir et dolmen                                  | Saint-Gelven              |                                                                                          | disparus                              |                                                                                     |                                              |
| Alignement de Kernanouët                          | Saint-Gildas              |                                                                                          | détruit                               |                                                                                     |                                              |
| Menhir de Kernanouët                              | Saint-Gildas              | autre nom La Pierre Longue                                                               | Inscrit MH (1965)                     | 48° 24′ 16″ N, 3° 00′ 57″ O                                                         | Menhir de Kernanouët                         |
| Dolmen de Kertanguy                               | Saint-Gilles-Pligeaux     |                                                                                          | détruit                               |                                                                                     |                                              |
| Menhir de Crec'h Ogel                             | Saint-Gilles-Pligeaux     | autre nom La Pierre Longue                                                               | Classé MH (1971)                      | 48° 23′ 08″ N, 3° 03′ 16″ O                                                         | Menhir de Crec'h Ogel                        |
| Menhirs de Kergornec                              | Saint-Gilles-Pligeaux     | 2 menhirs, La Grande-Pierre et Minhir-Goleun                                             | Classé MH (1971),                     | 48° 22′ 08″ N, 3° 04′ 22″ O 48° 22′ 13″ N, 3° 04′ 10″ O                             | Menhir de Kergornec n°1                      |
| Menhir de Callac                                  | Saint-Gilles-Vieux-Marché |                                                                                          | Classé MH (1974)                      | 48° 14′ 49″ N, 2° 57′ 42″ O                                                         | Menhir de Callac                             |
| Menhir                                            | Saint-Guen                |                                                                                          | disparu                               |                                                                                     |                                              |
| Menhir de la Pointe du Chevet                     | Saint-Jacut-de-la-Mer     | renversé                                                                                 |                                       | 48° 36′ 36″ N, 2° 11′ 48″ O                                                         |                                              |
| Menhirs de l'Ile des Hébihens                     | Saint-Jacut-de-la-Mer     | 2 menhirs                                                                                | disparus                              |                                                                                     |                                              |
| Allée couverte du Rocher                          | Saint-Jacut-du-Mené       |                                                                                          | détruite                              |                                                                                     | Allée couverte du Rocher                     |
| Menhirs de la Martinais                           | Saint-Jacut-du-Mené       | 2 menhirs                                                                                | 1 disparu                             | 48° 16′ 25″ N, 2° 28′ 11″ O                                                         |                                              |
| Dolmen                                            | Saint-Julien              |                                                                                          | disparu                               |                                                                                     |                                              |
| Menhir des Prétoquis                              | Saint-Julien              |                                                                                          |                                       | 48° 26′ 25″ N, 2° 50′ 04″ O                                                         |                                              |
| Roche Longue                                      | Saint-Julien              | menhir                                                                                   | Classé MH (1966)                      | 48° 26′ 53″ N, 2° 49′ 46″ O                                                         | Roche Longue                                 |
| Allées couvertes de Folbras                       | Saint-Laurent             | 2 allées couvertes                                                                       | détruites                             |                                                                                     |                                              |
| Menhir de Keranforest                             | Saint-Laurent             |                                                                                          | renversé                              | déplacé                                                                             |                                              |
| Allée couverte de Crampoisic                      | Saint-Mayeux              |                                                                                          | détruite                              |                                                                                     |                                              |
| Chambre de Marie Martyre                          | Saint-Mayeux              | allée couverte                                                                           |                                       | 48° 15′ 37″ N, 3° 01′ 38″ O                                                         |                                              |
| Menhir de Bourlousson                             | Saint-Mayeux              |                                                                                          |                                       | 48° 15′ 33″ N, 3° 02′ 15″ O                                                         |                                              |
| Menhir de Kercouëdic                              | Saint-Mayeux              |                                                                                          |                                       | 48° 15′ 25″ N, 3° 26′ 52″ O                                                         |                                              |
| Menhir de Porz Guillo                             | Saint-Mayeux              |                                                                                          |                                       | 48° 13′ 43″ N, 3° 01′ 24″ O                                                         |                                              |
| Menhir de Rohanno                                 | Saint-Mayeux              | autre nom La Pierre du Chat                                                              |                                       | 48° 15′ 41″ N, 3° 01′ 39″ O                                                         |                                              |
| Menhir de Saint-Mayeux                            | Saint-Mayeux              |                                                                                          |                                       | 48° 15′ 19″ N, 3° 00′ 12″ O                                                         |                                              |
| Menhir de Ty Min                                  | Saint-Mayeux              | le hameau de Ty Min est localisé sur Caurel mais le menhir est localisé sur Saint-Mayeux |                                       | 48° 13′ 43″ N, 3° 01′ 38″ O                                                         | Ty Min                                       |
| Menhir du Bois du Couëdic                         | Saint-Mayeux              |                                                                                          |                                       | 48° 15′ 18″ N, 3° 02′ 52″ O                                                         |                                              |
| Menhirs de Men-Braz                               | Saint-Mayeux              | 2 menhirs                                                                                |                                       | 48° 15′ 30″ N, 3° 01′ 52″ O                                                         | Men Braz                                     |
| Mean Sonn Bihan                                   | Saint-Nicodème            | menhir                                                                                   |                                       | 48° 20′ 57″ N, 3° 22′ 45″ O                                                         |                                              |
| Cairn de Croaz Dom Herry                          | Saint-Nicolas-du-Pélem    | découvert en 2005,                                                                       |                                       |                                                                                     |                                              |
| Dolmen de Kerascouët                              | Saint-Nicolas-du-Pélem    |                                                                                          | détruit                               |                                                                                     |                                              |
| Menhir de Coat-ar-Castel                          | Saint-Nicolas-du-Pélem    |                                                                                          |                                       | 48° 19′ 19″ N, 3° 09′ 43″ O                                                         |                                              |
| Menhir de Kerody                                  | Saint-Nicolas-du-Pélem    |                                                                                          |                                       | 48° 19′ 43″ N, 3° 09′ 26″ O                                                         |                                              |
| Menhir de Logueltas                               | Saint-Nicolas-du-Pélem    |                                                                                          |                                       | 48° 21′ 01″ N, 3° 08′ 00″ O                                                         |                                              |
| Menhir de Zilou                                   | Saint-Nicolas-du-Pélem    | autre nom Menhir de Keruel                                                               |                                       | 48° 19′ 27″ N, 3° 08′ 46″ O                                                         |                                              |
| Allée couverte de Crec'h Quillié                  | Saint-Quay-Perros         |                                                                                          |                                       | 48° 46′ 16″ N, 3° 26′ 40″ O                                                         | Allée couverte de Crec'h Quillié             |
| Allée couverte de la Croix Jaunay                 | Saint-Rieul               |                                                                                          | ruinée                                |                                                                                     |                                              |
| Menhir de la Thiemblaye                           | Saint-Samson-sur-Rance    |                                                                                          | Classé MH (1977)                      | 48° 29′ 40″ N, 2° 01′ 06″ O                                                         | Menhir de la Thiemblaye                      |
| Dent de Saint-Servais                             | Saint-Servais             | menhir                                                                                   |                                       | 48° 22′ 24″ N, 3° 23′ 01″ O                                                         |                                              |
| Les Jumeaux                                       | Saint-Servais             | 2 menhirs                                                                                | Classé MH (1925)                      | 48° 22′ 48″ N, 3° 23′ 32″ O                                                         | Les Jumeaux                                  |
| Menhir de Clojou                                  | Saint-Servais             |                                                                                          |                                       | dans le pignon mitoyen de deux maisons                                              |                                              |
| Menhir de Corong                                  | Saint-Servais             |                                                                                          |                                       | 48° 20′ 40″ N, 3° 22′ 56″ O                                                         |                                              |
| Menhir de Kerparquic                              | Saint-Servais             | menhir probable                                                                          |                                       | 48° 21′ 37″ N, 3° 23′ 22″ O                                                         |                                              |
| Menhirs de Kercourtois                            | Saint-Servais             | 2 menhirs                                                                                |                                       | 48° 22′ 45″ N, 3° 22′ 37″ O 48° 22′ 40″ N, 3° 22′ 37″ O                             |                                              |
| Menhirs de Kerroux                                | Saint-Servais             | 3 menhirs                                                                                |                                       | 48° 22′ 56″ N, 3° 22′ 40″ O 48° 23′ 00″ N, 3° 23′ 01″ O 48° 23′ 07″ N, 3° 22′ 50″ O |                                              |
| Menhirs de la Forêt de Duault                     | Saint-Servais             | autres noms menhir de Kerangler, menhir de Rosvilliou 2 menhirs probables                |                                       | 48° 22′ 03″ N, 3° 23′ 28″ O 48° 22′ 15″ N, 3° 23′ 24″ O                             |                                              |
| Roche de l'Ermite                                 | Saint-Servais             | allée couverte                                                                           | ruinée                                | 48° 22′ 40″ N, 3° 22′ 47″ O                                                         |                                              |
| Roudou Laerez                                     | Saint-Servais             | menhir                                                                                   |                                       | 48° 20′ 54″ N, 3° 23′ 02″ O                                                         |                                              |
| Dolmen de Langourla                               | Saint-Vran                |                                                                                          | disparu                               |                                                                                     |                                              |
| Menhir de Brigneul                                | Saint-Vran                |                                                                                          |                                       | 48° 16′ 27″ N, 2° 26′ 46″ O                                                         |                                              |
| Menhirs du Perfaux                                | Saint-Vran                | 3 menhirs                                                                                |                                       | 48° 16′ 19″ N, 2° 27′ 21″ O 48° 16′ 15″ N, 2° 27′ 32″ O 48° 16′ 13″ N, 2° 27′ 40″ O |                                              |
| Menhir, dolmen et cromlech                        | Senven-Léhart             |                                                                                          | détruits                              |                                                                                     |                                              |
| Menhir du Trouvra                                 | Sévignac                  |                                                                                          |                                       |                                                                                     |                                              |
| Lit de Saint-Jean                                 | Squiffiec                 | allée couverte                                                                           |                                       | 48° 38′ 13″ N, 3° 09′ 08″ O                                                         | Lit de Saint-Jean                            |
| Menhirs de Kerdudalou                             | Squiffiec                 | 2 menhirs                                                                                | 1 ruiné                               | 48° 38′ 19″ N, 3° 10′ 45″ O                                                         | Menhir du Kerdudalou                         |
| Menhirs de Kermeur                                | Tonquédec                 | 2 menhirs                                                                                | disparus                              |                                                                                     |                                              |
| Allée couverte et menhir de Prajou-Menhir         | Trébeurden                |                                                                                          | Classé MH (1956)                      | 48° 47′ 42″ N, 3° 33′ 53″ O                                                         | Allée couverte et menhir de Prajou-Menhir    |
| Allée couverte de l'île Milliau                   | Trébeurden                |                                                                                          | Classé MH (1961)                      | 48° 46′ 11″ N, 3° 35′ 52″ O                                                         | Allée couverte de l'île Milliau              |
| Dolmen de Lann-Kerellec                           | Trébeurden                |                                                                                          | Classé MH (1916)                      | 48° 46′ 33″ N, 3° 34′ 53″ O                                                         | Dolmen de Kerellec                           |
| Menhir de Bonne-Nouvelle                          | Trébeurden                |                                                                                          |                                       | 48° 46′ 34″ N, 3° 34′ 43″ O                                                         | Menhir de Bonne-Nouvelle                     |
| Menhir de Kerariou                                | Trébeurden                | autre nom menhir de Trovern                                                              |                                       | 48° 46′ 42″ N, 3° 34′ 02″ O                                                         | Menhir de Kerariou                           |
| Menhir de l'Armor                                 | Trébeurden                | autre nom menhir de Bologne                                                              |                                       | 48° 47′ 28″ N, 3° 33′ 49″ O                                                         |                                              |
| Menhir de Milin-ar-Lann                           | Trébeurden                | menhir                                                                                   |                                       | 48° 46′ 52″ N, 3° 33′ 46″ O                                                         | Menhir de Milin-ar-Lann                      |
| Menhir de Run-ar-Gam                              | Trébeurden                |                                                                                          |                                       | 48° 47′ 32″ N, 3° 34′ 12″ O                                                         | Menhir de Run-ar-Gam                         |
| Menhir de Toëno                                   | Trébeurden                | autre nom "Toenno; Goas Treiz"                                                           |                                       | 48° 47′ 16″ N, 3° 34′ 44″ O                                                         | Menhir de Toëno                              |
| Menhirs de Véadès                                 | Trébeurden                | autre nom Bonne Femme 1 debout, 1 couché                                                 |                                       | 48° 46′ 40″ N, 3° 33′ 53″ O                                                         | Menhir de Véadès n°1                         |
| Dolmen de Saint-Maudez                            | Trébry                    |                                                                                          | détruit                               |                                                                                     |                                              |
| Dolmen du Carouge                                 | Trébry                    |                                                                                          |                                       | 48° 20′ 14″ N, 2° 33′ 32″ O                                                         | Dolmen de Carouge                            |
| Allée couverte de l'Épine                         | Trédaniel                 |                                                                                          | détruite                              |                                                                                     |                                              |
| Dolmen de Trédias                                 | Trédias                   |                                                                                          | détruit                               |                                                                                     |                                              |
| Dolmen de Roscoualc'h                             | Trédrez-Locquémeau        | autre nom Karreg-An-Aour                                                                 | Classé MH (1982)                      | 48° 43′ 28″ N, 3° 34′ 08″ O                                                         | Cairn de Roscoualc'h                         |
| Menhir de Lann-ar-Peulven                         | Trédrez-Locquémeau        | autres noms menhir de Lan-Saliou, menhir de Poulpry                                      |                                       | 48° 42′ 01″ N, 3° 33′ 11″ O                                                         | Menhir de Lann Ar Pleuven                    |
| Menhir de Lianver                                 | Trédrez-Locquémeau        | autre nom menhir de Lianvarc'h                                                           |                                       | 48° 43′ 07″ N, 3° 33′ 16″ O                                                         | menhir de Lianver                            |
| Menhir de Toul-an-Lann                            | Trédrez-Locquémeau        | autre nom menhir de Saint-Jean-Brezehan                                                  |                                       | 48° 41′ 44″ N, 3° 32′ 42″ O                                                         | Menhir de Toul-an-Lann                       |
| Dolmen et allée couverte de Kergüntuil            | Trégastel                 |                                                                                          | Classé MH (1948)                      | 48° 48′ 39″ N, 3° 31′ 07″ O 48° 48′ 43″ N, 3° 31′ 09″ O                             | Allée couverte de Kergüntuil                 |
| Dolmen de l'Île Renote                            | Trégastel                 | autre nom Ty-Lia                                                                         | Inscrit MH (1977)                     | 48° 50′ 12″ N, 3° 30′ 06″ O                                                         | Dolmen de l'Île Renote                       |
| Menhir de Keredol                                 | Trégastel                 | autres noms menhir de Sainte-Anne, menhir de Kerlavos                                    |                                       | déplacé 48° 49′ 37″ N, 3° 30′ 41″ O                                                 | Menhir de Keredol                            |
| Menhir de Trémarch                                | Trégastel                 |                                                                                          | Classé MH (1960)                      | 48° 48′ 08″ N, 3° 29′ 55″ O                                                         | Menhir de Trémarch                           |
| Menhir de Restournec                              | Tréglamus                 |                                                                                          |                                       | 48° 34′ 04″ N, 3° 16′ 24″ O                                                         |                                              |
| Allée couverte de la Hautière                     | Trégon                    | autre nom Le Tombeau                                                                     | Classé MH (1964)                      | 48° 33′ 19″ N, 2° 11′ 28″ O                                                         | Allée couverte de la Hautière                |
| Dolmen de la Ville-Tinguy                         | Trégon                    |                                                                                          | Classé MH (1963)                      | 48° 33′ 28″ N, 2° 11′ 25″ O                                                         | Dolmen de la Ville-Tinguy                    |
| La Grosse Roche                                   | Trégon                    | autre nom Dolmen de la Ville Goudier                                                     | ruinée                                | 48° 34′ 01″ N, 2° 11′ 02″ O                                                         | La Grosse Roche                              |
| Menhir de Launay-Trégon                           | Trégon                    |                                                                                          |                                       | 48° 33′ 48″ N, 2° 10′ 42″ O                                                         |                                              |
| Allée couverte de Beuzit Braz                     | Trégonneau                |                                                                                          | ruinée                                |                                                                                     |                                              |
| Menhir de Kerbourg                                | Trégonneau                |                                                                                          | disparu                               |                                                                                     |                                              |
| Menhirs de Keranscot                              | Trégrom                   | 2 menhirs, Men-Bras et Men-Bihan                                                         |                                       | 48° 34′ 25″ N, 3° 24′ 38″ O 48° 34′ 19″ N, 3° 24′ 39″ O                             | Menhirs de Keranscot                         |
| Allée couverte de Bergu                           | Trégueux                  |                                                                                          | détruite                              |                                                                                     |                                              |
| Menhir de Parc-ar-Menhir                          | Trémargat                 |                                                                                          | Inscrit MH (1967)                     | 48° 19′ 44″ N, 3° 16′ 05″ O                                                         |                                              |
| Menhir de Prat-Rous-Cerch                         | Trémargat                 |                                                                                          | Classé MH (1968)                      | 48° 20′ 32″ N, 3° 15′ 36″ O                                                         |                                              |
| Menhir de Prat-Tuntauren                          | Trémargat                 |                                                                                          | Classé MH (1968)                      | 48° 20′ 33″ N, 3° 15′ 36″ O                                                         |                                              |
| Menhir de la Salle                                | Trémel                    | autres noms menhir de Kerdinan, menhir de Kerguiniou                                     |                                       | 48° 37′ 01″ N, 3° 36′ 26″ O                                                         |                                              |
| Sépulture de Coat-Mez                             | Trévou-Tréguignec         | autre nom sépulture de Bois-Riou                                                         |                                       | 48° 48′ 11″ N, 3° 20′ 44″ O                                                         |                                              |
| Menhir près de Kerandraon                         | Troguéry                  |                                                                                          | disparu                               |                                                                                     |                                              |
| La Roche                                          | Uzel                      | menhir                                                                                   |                                       | 48° 16′ 24″ N, 2° 51′ 40″ O                                                         |                                              |
| Allée couverte du Bois du Rocher                  | La Vicomté-sur-Rance      |                                                                                          |                                       | 48° 28′ 51″ N, 1° 57′ 56″ O                                                         | Allée couverte du Bois du Rocher             |
| Croix de Pasquiou                                 | Le Vieux-Bourg            | menhir christianisé                                                                      | Classé MH (1964)                      | 48° 23′ 08″ N, 3° 03′ 10″ O                                                         | Croix de Pasquiou                            |
| Dolmen de Pasquiou                                | Le Vieux-Bourg            |                                                                                          | Inscrit MH (1966)                     | 48° 23′ 23″ N, 3° 02′ 48″ O                                                         | Dolmen de Pasquiou                           |
| Dolmen de Roscouët                                | Le Vieux-Bourg            |                                                                                          | détruit                               |                                                                                     |                                              |
| Menhir de Botudo                                  | Le Vieux-Bourg            |                                                                                          | Inscrit MH (1969)                     | 48° 24′ 12″ N, 3° 00′ 50″ O                                                         | Menhir de Botudo                             |
| Menhir de Kerdalmez                               | Le Vieux-Bourg            |                                                                                          | disparu                               |                                                                                     |                                              |
| Menhir de la Ville-Juhel                          | Le Vieux-Bourg            |                                                                                          | Classé MH (1967)                      | 48° 23′ 43″ N, 2° 59′ 33″ O                                                         | Menhir de la Ville-Juhel                     |
| Menhir de Pasquiou                                | Le Vieux-Bourg            |                                                                                          | Classé MH (1965)                      | 48° 23′ 36″ N, 3° 02′ 51″ O                                                         | Menhir de Pasquiou                           |
| Menhir de Porzic                                  | Le Vieux-Bourg            |                                                                                          | Classé MH (1965)                      | 48° 23′ 13″ N, 3° 02′ 07″ O                                                         | Menhir de Porzic                             |
| Dolmen de la Chapelle des Sept-Saints             | Le Vieux-Marché           |                                                                                          | Classé MH (1889)                      | 48° 37′ 58″ N, 3° 25′ 26″ O                                                         | Chapelle des Sept-Saints                     |
| Menhir de Prat-Ar-Folgoat                         | Le Vieux-Marché           | brisé                                                                                    |                                       |                                                                                     |                                              |
| Menhir du Launay                                  | Le Vieux-Marché           | douteux                                                                                  |                                       |                                                                                     |                                              |
| Tumulus de Tossen-ar-Run                          | Yvias                     | dolmen sous tumulus                                                                      | Classé MH (1959)                      | 48° 42′ 57″ N, 3° 01′ 28″ O                                                         | Tumulus de Tossen-ar-Run                     |